# Neastymachus luteus
Neastymachus luteus är en stekelart som först beskrevs av Nikol'skaya 1952.  Neastymachus luteus ingår i släktet Neastymachus och familjen sköldlussteklar. Inga underarter finns listade i Catalogue of Life.